# Jun. K
Dans ce nom coréen, le nom de famille, Kim, précède le nom personnel.
Kim Min-jun (coréen : 김민준; né le 15 janvier 1988), mieux connu sous son nom de scène Jun. K (coréen : 준케이) est un chanteur, auteur-compositeur, réalisateur artistique et acteur sud-coréen. Il est connu pour être membre du boys band sud-coréen 2PM.
Anciennement connu sous le nom de Junsu, il a révélé le 17 octobre 2012, que pour des raisons familiales il a dû changer son nom pour Minjun, tandis que son nom de scène restera le même.

## Discographie

### Album studio
| Titre     | Détails | Classements | Classements | Ventes                                       |
| Titre     | Détails | COR         | JAP         | Ventes                                       |
| --------- | --- | ----------- | ----------- | -------------------------------------------- |
| 77-1X3-00 | - Date de sortie : 9 janvier 2017 - Date de sortie : 27 mars 2017 (édition japonaise) - Labels : JYP Entertainment, Epic Records Japan | 5           | 29          | - COR : plus de 11 300 - JAP : plus de 5 000 |

### Mini-albums (EP)
| Titre                                                                       | Détails | Classements | Classements | Classements | Ventes                                       |
| Titre                                                                       | Détails | COR         | JAP         | USA World   | Ventes                                       |
| Coréens                                                                     | Coréens | Coréens     | Coréens     | Coréens     | Coréens                                      |
| --------------------------------------------------------------------------- | --- | ----------- | ----------- | ----------- | -------------------------------------------- |
| Mr. NO♡                                                                     | - Date de sortie : 9 août 2016 - Label : JYP Entertainment                                                          | 5           | 9           | 9           | - COR : plus de 23 500 - JAP : plus de 5 000 |
| My 20's                                                                     | - Date de sortie : 30 novembre 2017 - Label : JYP Entertainment                                                     | 6           | 32          | —           | - COR : plus de 15 200 - JAP : plus de 2 300 |
| 20 Minutes                                                                  | - Date de sortie : 9 décembre 2020 - Label : JYP Entertainment                                                      | 10          | 40          | —           | - COR : plus de 9 400 - JAP : plus de 1 600  |
| Japonais                                                                    | |             |             |             |                                              |
| Love & Hate                                                                 | - Date de sortie : 14 mai 2014 - Date de sortie : 17 juin 2014 (édition coréenne) - Label : JYP, Epic Records Japan | 7           | 2           | —           | - JAP : plus de 40 000 - COR : plus de 5 000 |
| Love Letter                                                                 | - Date de sortie : 25 novembre 2015 - Label : JYP, Epic Records Japan                                               | —           | 2           | —           | - JAP : plus de 35 000                       |
| No Shadow                                                                   | - Date de sortie : 14 décembre 2016 - Label : JYP, Epic Records Japan                                               | —           | 2           | —           | - JAP : plus de 33 000                       |
| No Time                                                                     | - Date de sortie : 4 avril 2018 - Label : JYP, Epic Records Japan                                                   | —           | 5           | —           | - JAP : plus de 15 000                       |
| This Is Not a Song                                                          | - Date de sortie : 10 mars 2021 - Label : JYP, Epic Records Japan                                                   | —           | 7           | —           | - JAP : plus de 8 000                        |
| "—" indique que l'album ne s'est pas classé ou n'est pas sorti dans ce pays | |             |             |             |                                              |

### Singles
| Titre                                                                                 | Année | Meilleure position | Ventes                | Album                 |
| Titre                                                                                 | Année | COR                | Ventes                | Album                 |
| ------------------------------------------------------------------------------------- | ----- | ------------------ | --------------------- | --------------------- |
| "Alive"                                                                               | 2012  | —                  | - COR : —             | Pas de sortie d'album |
| "No Love"                                                                             | 2014  | —                  | - COR : —             | Pas de sortie d'album |
| "Love Letter"                                                                         | 2015  | 354                | - COR : —             | Pas de sortie d'album |
| "Think About You"                                                                     | 2016  | 124                | - COR : plus de 9 696 | Mr. NO♡               |
| "Young Forever"                                                                       | 2016  | —                  |                       | Mr. NO♡               |
| "—" signifie que le morceau ne s'est pas classé ou n'est pas sorti dans cette région. |       |                    |                       |                       |

### Bandes originales et collaborations
| Année | Album                 | Titre                                                              | Artiste(s) |
| ----- | --------------------- | ------------------------------------------------------------------ | --- |
| 2010  | Pas de sortie d'album | "Tok Tok Tok" (뚝뚝뚝; Ttukttukttuk)                               | Jun. K & Jung Woo |
| 2010  | Everybody Ready?      | "B.U.B.U." (featuring Jun. K)                                      | San E |
| 2010  | Pas de sortie d'album | "Let's Go" (2010 G-20 Seoul summit song)                           | Jun. K, Lala, Anna, G.NA, IU, Son Dam-bi, Seo In-guk, Bumkey, Changmin, Gayoon, Kahi, Gyuri, G.O, Junhyung, Jonghyun, Sungmin, Min, Seohyun, Luna, Jaekyung, Jieun |
| 2010  | Pas de sortie d'album | "Music" (2010 MAMA theme song)                                     | Jun. K, Narsha, JeA, 8Eight, Supreme Team, Boohwal |
| 2011  | Rainy Days            | "Rainy Days" (featuring Jun. K)                                    | One Way |
| 2011  | Watch                 | "Sunshine" (avec Jun. K)                                           | Kan Mi-youn |
| 2011  | Woman                 | "Count 3" (featuring Jun. K)                                       | Double |
| 2011  | Dream High OST        | "Don't Go" (가지마; Gajima)                                        | avec Lim Jeong-hee |
| 2012  | 23, Male, Single      | "DJ Got Me Goin' Crazy" (featuring Jun. K)                         | Jang Wooyoung |
| 2012  | I'm Baek              | "Always" (featuring Jun. K)                                        | Baek A-yeon |
| 2012  | I Love Lee Tae-ri OST | "Love... Goodbye" (사랑... 안녕; Sarang... Annyeong)               | |
| 2014  | Pas de sortie d'album | "Just As It Is" (있는 그대로; Issneun Geudaero) (featuring Jun. K) | Lel |
| 2014  | Red Carpet OST        | "Come Back"                                                        | |
| 2015  | Once in a Lifetime    | "Everytime Everyday" (featuring Jun. K)                            | Kim Johan |
| 2015  | Pas de sortie d'album | "Chameleon" (featuring Jun. K)                                     | SIMON |
| 2016  | DSMN                  | "HYPER" (featuring Jun. K)                                         | Lee Junho |

### Écriture et composition
| Titre                                                   | Année | Artiste(s)             | Album                 | Note(s)                                                                 |
| ------------------------------------------------------- | ----- | ---------------------- | --------------------- | ----------------------------------------------------------------------- |
| "Don't Go" (가지마; Gajima)                             | 2011  | Jun. K & Lim Jeong-hee | Dream High OST        |                                                                         |
| "Sunshine" (with Jun. K)                                | 2011  | Kan Mi-youn            | Watch                 |                                                                         |
| "Hot"                                                   | 2011  | 2PM                    | Hands Up              |                                                                         |
| "Alive"                                                 | 2011  | Jun. K                 | Pas de sortie d'album |                                                                         |
| "Even When We're Apart" (離れていても; Hanarete ite mo) | 2011  | 2PM                    | Republic of 2PM       |                                                                         |
| "No Goodbyes"                                           | 2012  | One Day (2PM & 2AM)    | One Day               |                                                                         |
| "DJ Got Me Goin' Crazy" (featuring Jun. K)              | 2012  | Jang Wooyoung          | 23, Male, Single      |                                                                         |
| "Always" (featuring Jun. K)                             | 2012  | Baek A-yeon            | I'm Baek              |                                                                         |
| "Sunshine"                                              | 2012  | Jun. K                 | My Little Hero OST    |                                                                         |
| "True Swag"                                             | 2013  | Jun. K                 | Legend of 2PM         |                                                                         |
| "Game Over"                                             | 2013  | 2PM                    | Grown                 |                                                                         |
| "Suddenly" (문득; Mundeuk)                              | 2013  | 2PM                    | Grown                 | Version coréenne de "Even When We're Apart"                             |
| "True Swag"                                             | 2013  | Jun. K                 | Grown                 | Grand Edition (disque 2); Version coréenne                              |
| "Falling in Love"                                       | 2014  | 2PM                    | Genesis of 2PM        | Originellement sorti en tant que B-side du single de 2PM "Give Me Love" |
| "So Wonderful"                                          | 2014  | Nichkhun               | Genesis of 2PM        | Édition limitée B titre bonus (disque 2)                                |
| "Love & Hate"                                           | 2014  | Jun. K                 | Love & Hate           |                                                                         |
| "No Music No Life" (featuring Ai)                       | 2014  | Jun. K                 | Love & Hate           |                                                                         |
| "With You"                                              | 2014  | Jun. K                 | Love & Hate           |                                                                         |
| "Mr. Doctor"                                            | 2014  | Jun. K                 | Love & Hate           |                                                                         |
| "Real Love" (featuring Lang Lang)                       | 2014  | Jun. K                 | Love & Hate           |                                                                         |
| "No Love"                                               | 2014  | Jun. K                 | Love & Hate           | Édition limitée B titre bonus                                           |
| "True Swag Part 2" (featuring Simon)                    | 2014  | Jun. K                 | Love & Hate           | Édition limitée B titre bonus                                           |
| "Writing a Letter" (手紙を書く; Tegami wo Kaku)         | 2014  | Jun. K                 | Love & Hate           | Édition limitée B titre bonus                                           |
| "Go Crazy!" (미친 거 아니야?; Michin geo Aniya?)        | 2014  | 2PM                    | Go Crazy!             |                                                                         |
| "Goodbye Trip" (이별 여행; Ibyeol Yeohaeng)             | 2014  | 2PM                    | Go Crazy!             |                                                                         |
| "Superman"                                              | 2014  | Jun. K & Wooyoung      | Go Crazy!             | Grand Edition (disque 2)                                                |
| "Brodia" (ブローディア; Burōdia)                        | 2014  | Tomohisa Yamashita     | You                   |                                                                         |
| "So Lucky"                                              | 2014  | Got7                   | Around the World      |                                                                         |
| "Go Crazy!" (ミダレテミナ; Midaretemina)                | 2015  | 2PM                    | 2PM of 2PM            | Version japonaise                                                       |
| "Sexy Ladies"                                           | 2015  | 2PM                    | 2PM of 2PM            |                                                                         |
| "Work Hard Play Hard"                                   | 2015  | Jun. K                 | 2PM of 2PM            | Édition limitée B titre bonus (disque 2)                                |
| "My House" (우리집; Urijib)                             | 2015  | 2PM                    | No.5                  |                                                                         |
| "Not the Only One" (너만의 남자; Neomanui Namja)        | 2015  | 2PM                    | No.5                  |                                                                         |
| "Higher"                                                | 2015  | 2PM                    | Higher                |                                                                         |
| "Love Letter"                                           | 2015  | Jun. K                 | Love Letter           |                                                                         |
| "Better Man"                                            | 2015  | Jun. K                 | Love Letter           |                                                                         |
| "Good Morning"                                          | 2015  | Jun. K                 | Love Letter           |                                                                         |
| "Walking on the Moon"                                   | 2015  | Jun. K                 | Love Letter           |                                                                         |
| "Hold Me Tight"                                         | 2015  | Jun. K                 | Love Letter           |                                                                         |
| "Sorry"                                                 | 2015  | Jun. K                 | Love Letter           | Édition limitée B titres bonus                                          |
| "Love Game"                                             | 2015  | Jun. K                 | Love Letter           | Édition limitée B titres bonus                                          |
| "Everest"                                               | 2015  | Jun. K                 | Love Letter           | Édition limitée B titres bonus                                          |
| "50 50"                                                 | 2016  | Jun. K & Taecyeon      | Galaxy of 2PM         | Édition limitée B titre bonus                                           |
| "Mr. NO♡"                                               | 2016  | Jun. K                 | Mr. NO♡               |                                                                         |
| "Think About You"                                       | 2016  | Jun. K                 | Mr. NO♡               |                                                                         |
| "Better Man"                                            | 2016  | Jun. K                 | Mr. NO♡               |                                                                         |
| "Young Forever"                                         | 2016  | Jun. K                 | Mr. NO♡               |                                                                         |
| "Surfing"                                               | 2016  | Jun. K                 | Mr. NO♡               |                                                                         |
| "My House" (version solo)                               | 2016  | Jun. K                 | Mr. NO♡               |                                                                         |
| "Don't Go" (featuring Baek Ayeon)                       | 2016  | Jun. K                 | Mr. NO♡               |                                                                         |
| "No Love Part 2" (featuring San E)                      | 2016  | Jun. K                 | Mr. NO♡               |                                                                         |

## Filmographie

### Télé-réalité
| Année | Année | Titre                   | Chaîne | Épisodes | Diffusion originelle | Diffusion originelle |
| Année | Année | Titre                   | Chaîne | Épisodes | Première diffusion   | Dernière diffusion   |
| ----- | ----- | ----------------------- | ------ | -------- | -------------------- | -------------------- |
|       | 2008  | Hot Blood               | Mnet   | 10       | 10 octobre 2008      | 8 novembre 2008      |
|       | 2008  | Idol Army (Saison 3)    | MBC    | 17       | 4 décembre 2008      | 26 mars 2009         |
|       | 2009  | Wild Bunny              | Mnet   | 7        | 21 juillet 2009      | 21 août 2009         |
|       | 2011  | 2PM Show!               | SBS    | 12       | 9 juillet 2011       | 24 septembre 2011    |
|       | 2012  | The Romantic and Idol   | TvN    | 8        | 11 novembre 2012     | 3 décembre 2012      |
|       | 2013  | A Song For You From 2PM | KBS2   | 15       | 17 février 2013      | 24 mai 2013          |
|       | 2015  | Oven Radio              | 1theK  | 5        | 14 juin 2015         | 18 juin 2015         |

### Télévision
| Année     | Titre                         | Note(s)                                                             |
| --------- | ----------------------------- | ------------------------------------------------------------------- |
| 2011      | Immortal Songs 2              |                                                                     |
| 2012      | Immortal Songs 2              | Édition spéciale                                                    |
| 2013      | Infinite Challenge            | Épisode 341                                                         |
| 2014      | Immortal Songs 2              |                                                                     |
| 2014      | Hello Counselor               | Invité avec Taecyeon et Wooyoung                                    |
| 2014      | Entertainment Weekly          | Invité avec 2PM                                                     |
| 2014-2015 | Running Man                   | Invité avec 2PM                                                     |
| 2016      | King of Mask Singer           | Épisode 43 et 44 (concurrent au nom de scène "Dream Of The Square") |
| 2016      | I Can See Your Voice Saison 3 | Épisode 9 (avec Nichkhun & Wooyoung de 2PM)                         |

### Comédies musicales
| Année     | Titre                | Rôle       | Note(s)        |
| --------- | -------------------- | ---------- | -------------- |
| 2013–2014 | The Three Musketeers | D'Artagnan | Rôle principal |
| 2013      | Jack the Ripper      | Daniel     | Rôle principal |

### Clips vidéos
| Année | Title                                | Vidéo officielle sur YouTube |
| ----- | ------------------------------------ | ---------------------------- |
| 2011  | "Alive"                              | Alive                        |
| 2014  | "Love & Hate"                        | Love & Hate                  |
| 2014  | "True Swag Part 2" (featuring Simon) | True Swag                    |
| 2014  | "No Love" (Japanese ver.)            | NC                           |
| 2014  | "No Love" (Korean ver.)              | No Love                      |
| 2015  | "Love Letter" (Japanese ver.)        | Love Letter                  |
| 2015  | "Everest"                            | Everest                      |
| 2015  | "Love Letter" (Korean ver.)          | Love Letter                  |
| 2016  | "THINK ABOUT YOU"                    | Think About You              |
| 2016  | "YOUNG FOREVER"                      | Young Forever                |